# Кантар
Кантар (также кантаро, кинтар, на Руси также контарь, кантарь) — мера веса, использовавшаяся в различных странах Ближнего Востока и Средиземноморья. В настоящее время практически вышла из употребления, хотя иногда применяется в Египте и Судане.
В разных странах имела различное значение от 45 до 320 килограммов. Например в Генуе равнялась 47,65 килограмм и составляла 100 роттелей, на Мальте равнялась 79,3 кг, в Александрии 44,4 кг.
В 1874 году в Турции был выведен метрический кантар, равный 100 килограммам.